# 菲恩花園
33°56′47″N 51°22′21″E / 33.9463772°N 51.3725853°E
菲恩花園（Bagh-e Fin）位于伊朗城市卡尚，是一个历史悠久的波斯园林。菲恩花園可能在薩法維王朝之前就存在，但现在的建筑是在阿拔斯一世治下的1590年完成，后世的君主如法特赫-阿里沙·卡扎爾对其不断扩建，是伊朗现存最古老的园林。
1935年，菲恩花園名列伊朗国家财产。2012年，名列世界遗产。